# 367 Amicitia
367 Amicitia là một tiểu hành tinh ở vành đai chính. Nó được Auguste Charlois phát hiện ngày 19.5.1893 ở Nice và được đặt tên bằng tiếng Latinh là Amicitia nghĩa là "tình bạn".